# Amalrich
Amalrich (auch: Amalarich, Amalricus, Amalricur, Amanricus, englisch: Amalric, französisch: Amaury, Aimery) ist ein männlicher Vorname. Er leitet sich aus dem (ost)-gotischen Königsgeschlecht der Amaler und der Endung -rich (-ric), Germanisch für Reich, Macht beziehungsweise Führer ab.

## Bekannte Namensträger
- Amalarich († 531), König der Westgoten
- Amalrich I. von Rancon († 1027), Herr von Rancon, Gençay und Taillebourg
- Amalrich I. von Jerusalem († 1174), König von Jerusalem
- Amalrich von Nesle († 1180), Geistlicher aus dem picardischen Geschlecht der Nesle und Lateinischer Patriarch von Jerusalem
- Amalrich († nach 1187), Vizegraf der Herrschaft Nablus und Herr des „Castrum Fontis Tancredi“
- Amalrich von Lusignan († 1205), König von Zypern und Jerusalem
- Amalrich von Bena († 1206 oder 1207), Theologe und Pantheist
- Amalrich III. von Montfort († 1137), Herr von Montfort, Graf von Évreux
- Amalrich VI. von Montfort († vor 1213), Graf von Évreux, Earl of Gloucester
- Amalrich VII. von Montfort, († 1241), Graf von Montfort, Konstabler von Frankreich
- Amalrich Barlais († vor Juni 1253), Baron im Königreich Zypern
- Amalrich von Tyrus, († 1310), Titularfürst von Tyrus, Konstabler von Jerusalem und Regent von Zypern
- Amalricus Augerius, Historiker (14. Jahrhundert)
- Amalrich († 973), Graf im Hennegau (Mark Valenciennes)